# Rosa glandulicaulis
Rosa glandulicaulis är en rosväxtart som beskrevs av Homiki Uyeki. Rosa glandulicaulis ingår i släktet rosor, och familjen rosväxter. Inga underarter finns listade i Catalogue of Life.